# Üzümlü, Başyayla
Üzümlü là một xã thuộc huyện Başyayla, tỉnh Karaman, Thổ Nhĩ Kỳ. Dân số thời điểm năm 2011 là 516 người.